# I Want a Little Girl
I Want a Little Girl — студійний альбом американського блюзового музиканта Ті-Боун Вокера, випущений лейблом Delmark у 1973 році в США. У 1973 році вперше випущений у Франції лейблом Black and Blue під назвою Feeling the Blues.
Запис альбому відбувся 13 листопада 1968 року в Парижі (Франція).

## Опис
Ті-Боун Вокер записав цей альбом у Франції для лейблу Black & Blue (Вокер став одним з найперших блюзових виконавців, що поїхали в Європу).
Сесія звукозапису проходила 13 листопада 1968 року в Парижі (Франція). У записі взяли участь: Ті-Боун Вокер — вокал, гітара і фортепіано (В3), Гел Сінгер — тенор-саксофон, Джекі Семсон — контрабас, Жорж Арванітас — фортепіано, С. П. Лірі — ударні.
Альбом складається з 8 композицій, що тривають близько 38 хв.

## Оформлення
Фотографія головної обкладинки LP/CD була зроблена Грегом Робертсом (=Боб Кестер); зворотня фотографія обкладинки Delmark LP/CD — Томасом Копі. Діти, що зображені на обкладинці Delmark DS-633 — Роббі Костер (син Боба Костера) і Джулія Аберлі (донька Перрі В. Аберлі), сфотографовані під час Середньо-західнього блюзового фестивалю у 1973 році.

## Список композицій
1. «I Want a Little Girl» (Мюррей Менчер, Білл Молл) — 4:19
2. «I Hate to See You Go» (Літтл Волтер) — 5:02
3. «Feeling the Blues» — 3:05
4. «Leaving You Behind» — 3:57
5. «Someone's Going to Mistreat You» — 3:27
6. «Baby Ain't I Good to You» — 4:27
7. «Ain't This Cold, Baby» — 6:34
8. «Late Hours Blues» — 6:50

## Учасники запису
- Ті-Боун Вокер — вокал, гітара, фортепіано (В3)
- Гел Сінгер — тенор-саксофон
- Жорж Арванітас — фортепіано
- Джекі Семсон — контрабас
- С. П. Лірі — ударні

Технічний персонал
- Грег Робертс [=Боб Кестер] — продюсер, фотографія обкладинки
- Томас Копі — фотографія обкладинки
- Збігнєв Ястжебський — дизайн обкладинки
- Джим О'Ніл — текст до обкладинки